# Peltula corticola
Peltula corticola är en lavart som beskrevs av Büdel & R. Sant. Peltula corticola ingår i släktet Peltula och familjen Peltulaceae.   Inga underarter finns listade i Catalogue of Life.